# Азербайджанська вулиця (Київ)
Азербайджа́нська ву́лиця — вулиця в Дніпровському районі міста Києва, місцевості Ліски, Стара Дарниця. Пролягає від вулиці Празької до Слобожанської.
Прилучаються вулиці Гроденська, Гната Хоткевича, Профспілкова, провулки Василя Сухенка та Профспілковий.

## Історія
Вулиця виникла в 1950-х роках під назвою 311-та Нова. У 1953 році набула назву вулиця Баки́нських коміса́рів, на честь Бакинських комісарів. Сучасна назва — з 2001 року.

## Установи та заклади
- Дніпробудтехсервіс, комунальне підприємство у Дніпровському районі (№ 4)
- Дніпровський районний відділ кримінально-виконавчої інспекції в м. Києві (№ 8-б)

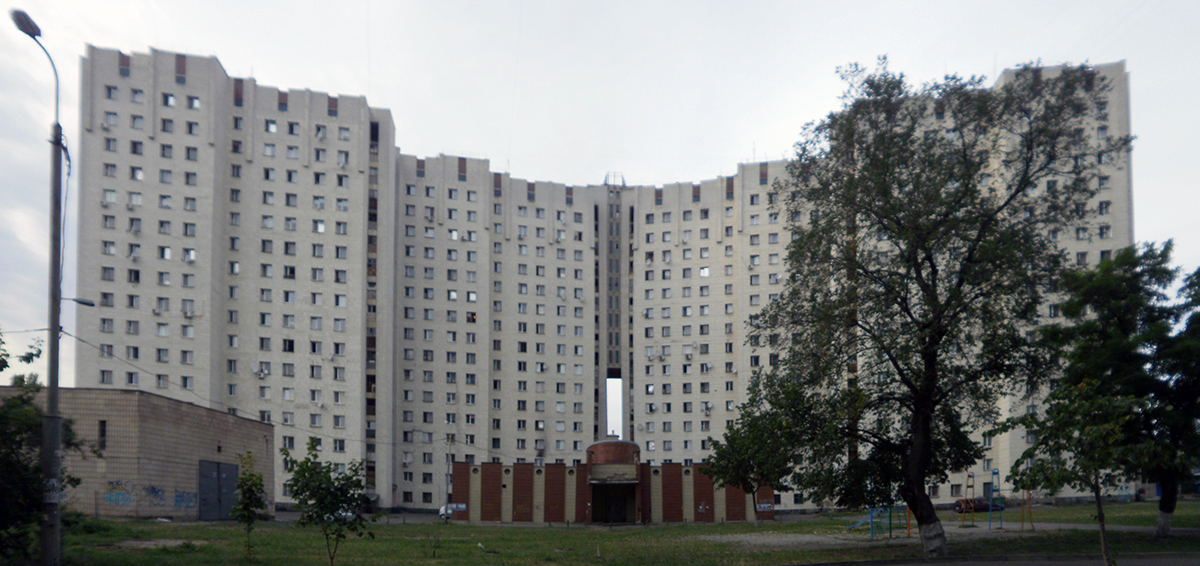
гуртожитки №№ 8 Б (1987) і А (1985)